# Sinești, Iași
Sinești este satul de reședință al comunei cu același nume din județul Iași, Moldova, România.